# أشلي كيلي
أشلي كيلي (بالإنجليزية: Ashley Kelly)‏ (22 ديسمبر 1988 في المملكة المتحدة - ) هو لاعب كرة قدم بريطاني في مركز الوسط. لعب مع أولدهام أثلتيك ونادي هايد إف سي وCurzon Ashton F.C. ‏ وسالفورد سيتي ونورثويتش فيكتوريا ونادي بارو وChester F.C. ‏ وليه جنيسيس ‏.

## وصلات خارجية
- أشلي كيلي على موقع قاعدة بيانات كرة القدم.إي يو (الإنجليزية)
- أشلي كيلي على موقع Soccerbase.com (لاعب) (الإنجليزية)